# 贝尔帕索
贝尔帕索（義大利語：Belpasso），是意大利西西里大区卡塔尼亞廣域市的一个市镇。总面积164平方公里，人口24817人，人口密度151.3人/平方公里（2009年）。ISTAT代码为087007。